# Arctocephalus
Arctocephalus är ett släkte i familjen öronsälar med 8 arter som förekommer på jordens södra delar.
Det svenska trivialnamnet Sydliga pälssälar förekommer för släktet.
Det vetenskapliga släktnamnet är sammansatt av de gammalgrekiska orden arktos (björn) och kephale (huvud).
Arterna i släktet liknar varandra i utseende och skiljer sig huvudsakligen på grund av storleken. Den minsta arten är galapagospälssäl med en vikt av cirka 64 kg för hannar och med ungefär 27 kg tunga honor. Hos sydafrikansk pälssäl som är den största arten väger hannar upp till 363 kg och honor upp till 122 kg. Med den andra arten som kallas pälssäl, nordlig pälssäl, har de bara den täta underullen gemensam som ligger under täckhåren. Angående släktskapet står de enligt modern uppfattning närmare dessa arter som kallas sjölejon.
I torrt tillstånd är pälsens grundfärg vanligen ljusbrun, gråbrun eller svartbrun. Några arter har dessutom en svart eller silvergrå man vid halsen. Under parningstiden bildar de stora kolonier där hannarna försöker att etablera ett stort revir som ger tillfälle till parningar med många honor. Mellan de rivaliserande hannarna sker strider och på så sätt trängs unga och svaga hannar till kolonins kant. För stora och tunga hannar är hotande läten ofta tillräckliga för att visa sin dominans.
Arterna är:
- Sydamerikansk pälssäl (Arctocephalus australis)
- Nyzeeländsk pälssäl (A. forsteri)
- Galapagospälssäl (A. galapagoensis)
- Antarktisk pälssäl (A. gazella)
- Philippis pälssäl (A. philippii)
- Sydafrikansk pälssäl (A. pusillus)
- Guadalupepälssäl (A. townsendi)
- Kerguelisk pälssäl (A. tropicalis)